# Vilija Filipovičienė
Vilija Filipovičiene (ur. 15 lipca 1959 w Irkucku) – litewska polityk, posłanka na Sejm Republiki Litewskiej.
W 1977 ukończyła Wileńską Szkołę Średnią nr 21, a w 1982 ukończyła studia na Uniwersytecie Państwowym w Wilnie na Wydziale Ekonomii Handlu (obecnie Uniwersytet Wileński, Wydział Ekonomiczny) jako specjalista do spraw przedmiotów ścisłych.
W latach 1982–2005 obejmowała stanowisko dyrektora i kierownika Departamentu Handlu w Wileńskiej Bazie Zaopatrzenia w Żywność. Od 2005 do 2012 była dyrektorem w UAB „Ruveja”. Od 2008 do 2012 roku pracowała jako asystentka i doradca członka Sejmu Republiki Litewskiej Vytautasa Gapšysa.
W 2012 przyjęła propozycję kandydowania do Sejmu z ramienia Partii Pracy (Litwa) W wyborach w 2012 uzyskała mandat posłanki na Sejm Republiki Litewskiej.